# Aeroportul Kariba
Aeroportul Kariba (IATA: KAB, ICAO: FVKB) este un aeroport din Kariba, Mashonaland West, Zimbabwe.
Situat la o altitudine de 519 m, aeroportul dispune de o singură pistă.